# Limonum
Limonum o Lemonum, moderna Poitiers, era la capital dels píctons (pictones) o pictaus (pictavi), una de les nacions de gals celtes del sud del Loira. Se la menciona per primer cop al llibre VIII de la Guerra de les Gàl·lies de Juli Cèsar. A uns 20 km al nord de Poitiers hi ha el lloc de Vieux Poitiers però Limonum es trobava a la mateixa Poitiers. Més endavant, en temps d'Ammià Marcel·lí, com va passar amb altres ciutats de la Gàl·lia, va prendre el nom del poble que l'habitava, pictavi, d'on va derivar el de Poitiers.
L'any 51 aC el legat de Cèsar, Gai Canini Rèbil, va anar a Limonum en ajut de Duratius, el cap dels píctons aliat dels romans que estava bloquejat a la ciutat per Dumnacus, cap dels andecaus; els assetjants es van haver de retirar i Dumnacus va ser derrotat poc després.
Queden les restes de l'amfiteatre, que es calcula que tenia capacitat per 20.000 espectadors, i s'han trobat algunes inscripcions.